# Carya cathayensis
Carya cathayensis är en valnötsväxtart som beskrevs av Charles Sprague Sargent. Carya cathayensis ingår i släktet hickory, och familjen valnötsväxter. Inga underarter finns listade i Catalogue of Life.